# هانز جورج دولز
هانز جورج دولز (مواليد 31 أكتوبر 1936) هو لاعب كرة قدم ألماني سابق. قضى أفضل مواسمه في الدوري الالماني مع اينتراخت براونشفايغ لمدة 5 مواسم.

## الإنجازات
اينتراخت براونشفايغ:
- الدوري الالماني: 1966-67

## روابط خارجية
- هانز جورج دولز على موقع قاعدة بيانات كرة القدم.إي يو (الإنجليزية)
- هانز جورج دولز على موقع بيانات كرة القدم. دي إي (الألمانية)
- هانز جورج دولز على موقع عالم كرة القدم.نت (الإنجليزية)